# Mary Carey
Mary Carey, pseudonimo di Mary Ellen Cook (Cleveland, 15 giugno 1980), è un'ex attrice pornografica, regista e politica statunitense.

## Biografia
Ha studiato balletto e danza dall'età di sette anni fino ai diciannove anni. Si è diplomata nel 1998 alla Pine Crest School. Ha fatto parte della squadra di danza del suo college. Dopo averne fatto parte per un anno, è diventata una exotic dancer.
Al The Howard Stern Show, ha rivelato che suo padre soffre di paralisi cerebrale.

### Carriera da attrice
Mary Carey diventa conosciuta per le sue scene lesbiche ed appare nelle copertine di riviste e televisioni per adulti, come Playboy TV. Mary Carey deve molta della sua popolarità alle dimensioni del suo seno, e inizialmente aveva dichiarato che fosse naturale. Successivamente, ha ammesso il ritocco, ma ha sconsigliato di seguire il suo esempio. Mary ha lavorato per la Kick Ass Pictures per i primi tre anni, poi ha firmato un contratto biennale con la Legend Video. Nel 2013 è stata inserita nella Hall of Fame dagli AVN Awards. Ha fatto parte del cast del documentario pornografico "After Porn Ends" che racconta la vita di alcune stelle del cinema degli adulti dopo il ritiro.

### Carriera politica
Alle elezioni politiche del 2003 si è candidata, come indipendente, per la carica di Governatore della California e ha ottenuto 11.179 voti, dieci volte di più rispetto a quanto le attribuivano i sondaggi, classificandosi decima su 135 candidati. Nella sua campagna elettorale, ha promesso, tra le altre cose, la legalizzazione dei matrimoni fra persone dello stesso sesso e una tassa sulle protesi al seno. Ad aprile 2021 ha annunciato la sua intenzione di candidarsi alle elezioni della California. A luglio, non appena uscite le liste, ha rinunciato alle sue intenzioni adducendo tempi brevi per gli adempimenti burocratici.

## Riconoscimenti
- AVN Awards
  - 2004 – Best Overall Marketing Campaign – Individual Project[16]
  - 2013 – Hall of Fame - Video Branch[7]
- XRCO Award
  - 2004 -Mainstream's Adult Media Favorite[17]

## Filmografia

### Attrice
- Candy Girls 4 (2000)
- Asses in the Air 4 (2002)
- Big Blowout (2002)
- Busty Beauties 3 (2002)
- Devinn Lane Show 4: And the Winner Is... (2002)
- Double D Dolls 2 (2002)
- Flirts 4 (2002)
- Girls School 4 (2002)
- Grand Opening (2002)
- High Society 1: The Making of a Sex Star (2002)
- Hot Showers 6 (2002)
- Pussyman's Decadent Divas 17 (2002)
- Pussyman's Decadent Divas 18 (2002)
- Raw Sex (2002)
- Rub The Muff 6 (2002)
- Violation of Ashley Blue (2002)
- When The Boyz Are Away The Girlz Will Play 7 (2002)
- 100% Jenna Haze (2003)
- 5 Guy Cream Pie 5 (2003)
- Boobsville Sorority Girls (2003)
- Cheerleader Pink (2003)
- Cheerleader School (2003)
- Club Carrie (2003)
- Cruel Seductions (2003)
- Desperately Seeking Jezebelle (2003)
- Dirty Girlz 1 (2003)
- Double Air Bags 11 (2003)
- Eager Beavers (2003)
- Enchantment (2003)
- Family Business: The Complete First Season (2003)
- Girlfriends 2 (2003)
- High Rise (2003)
- Homegrown Video 624 (2003)
- Hook-ups 2 (2003)
- Jenna Jameson: Blonde And Beyond (2003)
- Just Sex 1 (2003)
- Kick Ass Chicks 8: Jessica Darlin (2003)
- La Femme Nikita Denise 2 (2003)
- Lesbian Big Boob Bangeroo 2 (2003)
- Mary Carey Rules 1 (2003)
- Mary Carey Rules 2 (2003)
- More Than A Handful 12 (2003)
- New Wave Hookers 7 (2003)
- Princess (2003)
- Run Mary Run (2003)
- Smokin' 8 (2003)
- Submit My Video 1 (2003)
- Sweatin' It 7 (2003)
- V-eight 8 (2003)
- Adult Video News Awards 2004 (2004)
- Big Breasted Beauties (2004)
- Busty Dildo Lovers 4 (2004)
- Can You Be A Pornstar? 1 & 2 (2004)
- Can You Be A Pornstar? 3 & 4 (2004)
- Can You Be A Pornstar? 5 & 6 (2004)
- Celebrity Porn Stars Exposed (2004)
- Football Fantasies (2004)
- Hustler's Greatest Tits (2004)
- Kick Ass Chicks 13: Cytherea (2004)
- Kick Ass Chicks 14: Alexis Malone (2004)
- Kick Ass Chicks 15: Taylor Rain (2004)
- Liquid Gold 9 (2004)
- Mary Carey Experience (2004)
- Mary Carey Rules 3 (2004)
- Mary Carey Rules 4 (2004)
- Mary Carey Rules 5 (2004)
- Ripe 2 (new) (2004)
- Best Breasts in the Biz (2005)
- Bosom Buddies 6 (2005)
- Can You Be A Pornstar? 7 & 8 (2005)
- Girls Of Amateur Pages 5 (2005)
- Kick Ass Chicks 25: Blondes (2005)
- Lick My Balls (2005)
- Mary Carey (2005)
- Big Titties 2 (2006)
- Breast Obsessed (2006)
- Cash And Carey (2006)
- Mary Carey for Governor (2006)
- Mary Carey Gets Carried Away (2006)
- Mary Carey on Fire (2006)
- Mary Carey on the Rise (2006)
- Mary Carey Possessed (2006)
- MILF Obsession 2 (2006)
- Pussyman's Decadent Divas 29 (2006)
- American Porn Star 2 (2007)
- Kick Ass Chicks 41: Vaginaterians (2007)
- Star 69: DD (2007)
- Woman Of The Year (2007)
- Kick Ass Chicks 54: Ginormous Juggs (2008)
- Not Rated Pro Wrestling 1 (2008)
- Star 69: Strap Ons (2008)
- Totally Mary (2008)
- Carpet Patrol (2009)
- Celebrity Pornhab With Dr. Screw (2009)
- Momma Knows Best 9 (2009)
- Dirty Politics (2011)
- Soaking Wet Solos (2011)
- Superstar Showdown 3: Courtney Cummz vs. Bree Olson (2011)
- Superstar Showdown 4: Alexis Texas vs. Sarah Vandella (2011)
- This Ain't Jeopardy XXX (2011)
- Do Me in the Shower (2012)
- Legendary Lesbians (2012)

### Regista
- Mary Carey Rules 3 (2004)
- Mary Carey Rules 4 (2004)
- Mary Carey Rules 5 (2004)